# Autorité Finet
L’autorité Paul Finet est la troisième haute autorité de la Communauté européenne du charbon et de l'acier (CECA), en fonction entre le 10 janvier 1958 et le 15 septembre 1959.

## Composition
| Image                   | Nom              | Fonction | Responsabilité dans d’autres groupes de travail                                                                                                | Pays                 |
| ----------------------- | ---------------- | --- | --- | -------------------- |
| Paul Finet              | Paul Finet       | - Président de la Haute Autorité de la Communauté européenne du charbon et de l’acier | | Belgique             |
| Dirk-Pieter Spierenburg | Dirk Spierenburg | - Premier vice-président de la Haute Autorité de la Communauté européenne du charbon et de l’acier - Président du groupe de travail Acier, Transports, concentrations                     | - Relations extérieures - Finances, budget, administration - Charbon, contrats                                                                 | Pays-Bas             |
| Albert Coppé            | Albert Coppé     | - Second vice-président de la Haute Autorité de la Communauté européenne du charbon et de l’acier - Président du groupe de travail des Objectifs généraux et de la Politique à long terme | - Investissements et production - Information, relations avec le Comité consultatif - Charbons, contrats                                       | Belgique             |
| Franz Blücher           | Franz Blücher    | - Membre - Président du groupe de travail charbon, contrats (jusqu'à son décès le 29 mars 1959)                                                                                           | - Objectifs généraux et Politique à long terme - Relations extérieures - Information, relations avec le Comité consultatif                     | Allemagne de l'Ouest |
| Léon Daum               | Léon Daum        | - Membre - Président du groupe de travail Investissements et productions | - Relations extérieures - Charbon, contrats - Acier, transports, concentrations                                                                | France               |
| Enzo Giacchero          | Enzo Giacchero   | - Membre - Président du groupe de travail Problèmes sociaux | - Objectifs généraux et Politique à long terme - Investissements et production - Acier, transports, concentrations                             | Italie               |
| Albert Wehrer           | Albert Wehrer    | - Membre - Président du groupe Relations extérieures | - Finances, budget, administration - Problèmes sociaux - Information, relations avec le Comité consultatif - Acier, transports, concentrations | Luxembourg           |
| Heinz Potthoff          | Heinz Potthoff   | - Membre - Président du groupe de travail Finances, Budget, Administrations | - Investissements et production - Problèmes sociaux - Acier, transports, concentrations                                                        | Allemagne de l’Ouest |
| Roger Reynaud           | Roger Reynaud    | - Membre - Président du groupe de travail Information, relations avec le Comité consultatif                                                                                               | - Objectifs généraux et politique à long terme - Finances, budget, administration - Problèmes sociaux - Charbon, contrats                      | France               |

## Sources

## Compléments